# デジタマ
デジタマは、デジタルモンスターシリーズに登場する架空の卵。

## 概要

### 基本設定
デジタマは、デジモンが孵化する卵である。デジタマからは幼年期の前期にあたるデジモンが誕生する。デジモンには雄と雌の区別が存在しない。そのため、生殖活動を行わないが、成熟期以上のデジモンは寿命を迎える際に自らのデータをコピーし、デジタマとして残すことができる。デジタマには様々な種類が存在するが、それぞれ模様など外見の特徴や誕生する幼年期デジモンが異なる。

### 特殊なデジタマ
NEWデジタマ
デジモン同士を合体させる人工のデジタマである。
デジタマ∞
Ver.1～4の幼年期デジモンのいずれかが誕生するが進化先が異なる。

## 関連するデジモン
デジタマモン
デジタマの姿をした完全体のデジモン。卵のような姿は進化の可能性を秘めていることの証である。
デビタマモン
デジタマモンが悪魔の特徴を得た姿に進化した究極体のデジモン。
アヌビモン
戦闘で敗れてダークエリアへ送られたデジモンは、アヌビモンの判断により、善のデジモンならばデジタマとして生まれ変わることになる。
ヴァルキリモン
輝く鎧から発せられるオーロラは、勇者のデジモンをデジタマとして復活させるといわれている。
ココモン、ゼリモン
同一のデジタマから生まれてくる場合がある。

## アニメ作品でのデジタマ

### デジモンフロンティア
デジコードをスキャンされたデジモンはその場でデジタマとなりはじまりの街へと還る。三大天使デジモンのデジタマからはパタモン、ロップモン、プロットモンが誕生した。知識や知性、戦闘能力などは成長期相当に退化していたものの聖なる力は失っていなかった。

### デジモンセイバーズ
デジモンを倒すと、その場でデジタマへと還る。大のパートナーであるアグモンがデジタマ化した際はデジタマからいきなりコロモンが誕生（本来はボタモンが孵化してからコロモンに進化する）し、さらにデジタマへ還る前の記憶をそのまま持っていた。